# Leslie Howard
Leslie Howard, ursprungligen Leslie Howard Steiner, född 3 april 1893 i London, död 1 juni 1943 över Biscayabukten, var en brittisk skådespelare, regissör och filmproducent. Howard är bland annat känd för sina rollinsatser i filmer som Gengångaren på Berkeley Square (1933), En kvinnas slav (1934), Den röda nejlikan (1934), Den förstenade skogen (1936), Pygmalion (1938), Intermezzo (1939), Borta med vinden (1939), Pimpernel Smith (1941) och Spitfire (1942).

## Biografi
Howard föddes i London till en ungersk-judisk far och en brittisk mor. Hans far arbetade som kontorist och utökade familjens inkomster med att spela piano vid olika societetssammankomster i södra London. Hans mor tog med honom och hans syskon till teatern så ofta som möjligt. 
Efter avslutade skolstudier vid Dulwich College fick han arbete som banktjänsteman, men avskydde sitt jobb. Samtidigt höll han på med amatörteater. Vid första världskrigets utbrott fick han tjänstgöring i kavalleriet, men efter att ha drabbats av granatchock 1917 i Frankrike fick han återvända till England. Hans far tyckte det var bäst att han återvände till "tryggheten på banken", men hans mor rekommenderade istället att han började med teater som terapi. På bara några år blev han ett känt namn på Londons och New Yorks teaterscener.
Howard spelade ofta den, i Hollywoods ögon sett, typiska engelsmannen, känslig, intellektuell och sofistikerad. Han blev känd för sina ofta förfinade och ironiskt humoristiska tolkningar av sina komedi- och äventyrsroller. Howards mest kända roll är förmodligen den som sydstatsgentlemannen Ashley Wilkes i Borta med vinden, i stark konkurrens med hans rolltolkning som aristokraten Sir Percy Blakeney i filmatiseringen av baronessan Orczys roman Röda nejlikan.
Leslie Howard hjälpte Humphrey Bogart till dennes genombrott inom filmen genom att insistera på att han endast kunde tänka sig att spela huvudrollen i Den förstenade skogen (The Petrified Forest) med Bogart i rollen som gangstern Duke Mantee.
När andra världskriget bröt ut återvände Howard till England, där han fortsatte att spela in filmer, men även började som regissör. Han ägnade all sin kraft åt att höja stridsmoralen, bland annat genom radiosändningar en gång i veckan till USA, men även genom filmer såsom Pimpernel Smith.
Den 1 juni 1943 sköts Leslie Howard ned över Biscayabukten av tyska Luftwaffe, som hade misstänkt att Winston Churchill var ombord på planet.

### Privatliv
Han gifte sig 1916 med Ruth Martin och de fick två barn tillsammans, bland annat sonen och skådespelaren Ronald Howard.

## Filmografi i urval
- 1930 – Outward Bound
- 1931 – Farlig kärlek
- 1931 – Five and Ten
- 1931 – Devotion
- 1932 – Kärlekens kemi
- 1932 – En gång i livet...
- 1932 – Service for Ladies
- 1933 – Gengångaren på Berkeley Square
- 1933 – Secrets
- 1933 – Captured!
- 1934 – En kvinnas slav
- 1934 – Den röda nejlikan
- 1934 – Som hemlig politisk agent
- 1936 – Mannen som sålde sitt liv
- 1936 – Romeo och Julia
- 1937 – Mr. Dodds affärer
- 1937 – Gentleman efter midnatt
- 1938 – Pygmalion
- 1939 – Borta med vinden
- 1939 – Intermezzo
- 1941 – Pimpernel Smith
- 1941 – 49:de breddgraden
- 1942 – Spitfire